# Tsygankoïta
La tsygankoïta és un mineral de la classe dels sulfurs. Rep el nom en honor de Mikhail Vladimirovich Tsyganko (Михаил Владимирович Цыганко) (nascut el 25 d'octubre de 1979), un col·leccionista de minerals de Severouralsk, a Rússia, qui va recollir les mostres en què es va descobrir el nou mineral.

## Característiques
La tsygankoïta és una sulfosal de fórmula química Mn₈Tl₈Hg₂(Sb21Pb₂Tl)S48. Va ser aprovada com a espècie vàlida per l'Associació Mineralògica Internacional l'any 2017, sent publicada per primera vegada el 2018. Cristal·litza en el sistema monoclínic.
L'exemplar que va servir per a determinar l'espècie, el que es coneix com a material tipus, es troba conservat a les col·leccions del Museu Mineralògic Fersmann, de l'Acadèmia de Ciències de Rússia, a Moscú (Rússia), amb el número de registre: 5018/1.

## Formació i jaciments
Va ser descoberta al dipòsit de Vorontsovskoe, a Turinsk, dins el raion de Serov (óblast de Sverdlovsk, Rússia), tractant-se de l'únic indret de tot el planeta on ha estat descrita aquesta espècie mineral.